# Reajuste de las sibilantes del idioma español

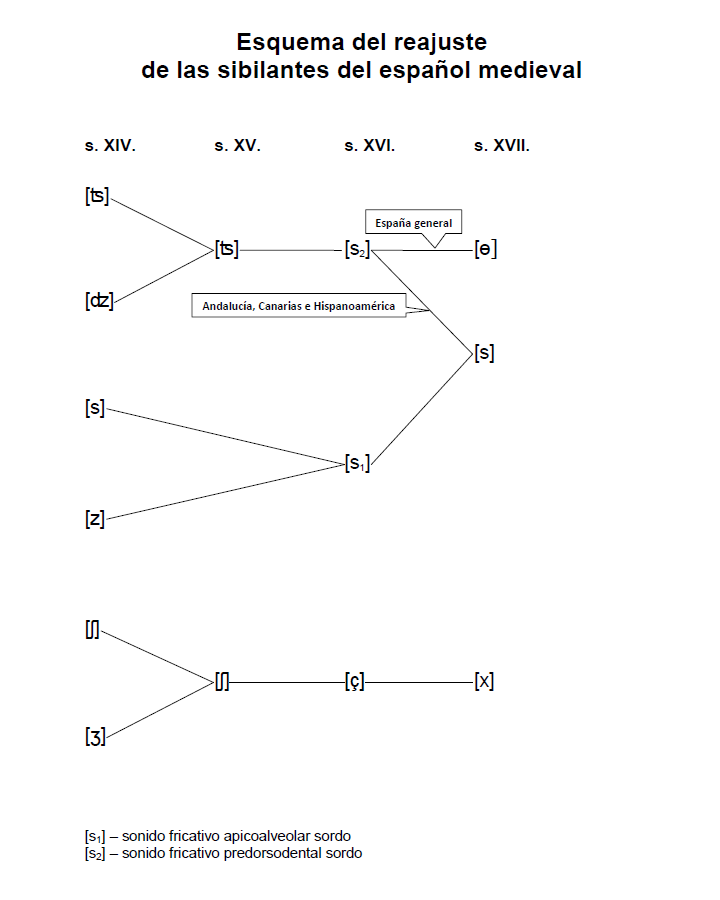
Cambios fonéticos involucrados en el ajuste de las sibilantes del español.

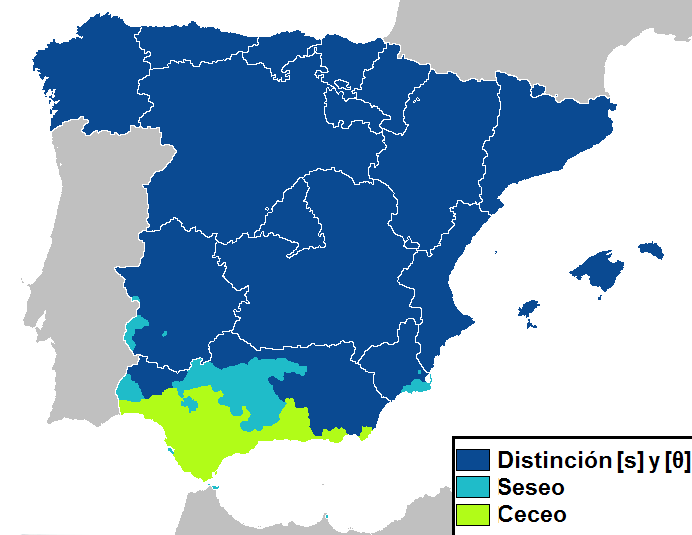
En azul oscuro se muestran las zonas en las que existe distinción de los fonemas /s/ y /θ/; en azul claro y verde, las zonas donde no existe distinción.

El reajuste de las consonantes sibilantes del español fue un cambio fonético ocurrido durante los siglos XVI y XVII que consolidó el sistema consonántico del español moderno.

## Descripción fonética
Entre las consonantes del español medieval, hablado aproximadamente hasta entrado el siglo XIII, se hallaban los siguientes tres pares de sibilantes, sordas y sonoras con valor de distinción fonológica:
- Dos africadas predorsodentoalveolares sorda y sonora: /t͡s/ y /d͡z/, representadas por las grafías ç (c ante i, e) y z;
- Dos fricativas apicoalveolares sorda y sonora: /s/ y /z/, representadas por la s en inicio de sílaba y final de palabra o por ss intervocálica, y s intervocálica;
- Dos fricativas prepalatales (postalveolares) sorda y sonora: /ʃ/ (en la lingüística hispánica, como [š]) y /ʒ/ (en la lingüística hispánica, como [ž]) representadas por x, y j o g ante las vocales palatales e, i.[1]

Durante los siglos XVI y XVII, ocurrió un proceso de cambio fonético en el español medio, que debe haber comenzado ya en el siglo XV y que puede resumirse en tres etapas principales:
1. Se perdió la oposición sonora/sorda, a favor de las sordas; así, los seis fonemas se redujeron a tres: /t͡s/, /s/ y /ʃ/.
2. La africada predorsodentoalveolar sorda /t͡s/ primero se fricativizó (se desafricó), resultando en una [s] predorsodental —como en la pronunciación actual de las variedades americanas y zonas andaluzas seseantes—, y luego, en las variedades norteñas, su punto de articulación se adelantó hacia el sonido interdental fricativo sordo /θ/ —en algunos dialectos (Andalucía, Canarias e Hispanoamérica) el cambio hacia /θ/ no se dio, sino que se mantuvo como [s] predorsodental—. Además, la /s/ apicoalveolar pasó también a predorsodental en las zonas de seseo: Andalucía, Canarias e Hispanoamérica.
3. La fricativa prepalatal (o postalveolar) sorda /ʃ/ pospuso su punto de articulación y se velarizó /x/, dando el sonido de la j y la g (ante e/i) actuales —aunque se supone que había un estado intermedio entre /ʃ/ y /x/, que corresponde a [ç] y que después se habría velarizado—. La aparición del sonido velar se documenta por primera vez para el área de Sevilla, donde parece tener su origen.

Al completarse estos cambios fonéticos se consolidó el sistema consonántico del castellano moderno. Sin embargo, en el idioma judeoespañol, debido al aislamiento del núcleo hispánico tras la expulsión de los judíos en 1492, las sibilantes tomaron un rumbo diferente, muy similar al del portugués moderno e igual al de su contemporáneo del siglo XVI.

#### Símbolos AFI
- [t͡s̻]: sonido similar al de la zz italiana en la palabra pizza.
- [d͡z̻]: sonido similar al de la z italiana en la palabra zero.
- [s̻]: sonido de la s del castellano de América, o del inglés en la palabra say.
- [z̻]: sonido de la z inglesa en la palabra zipper.
- [s̺]: sonido de la s del español del norte de España.
- [z̺]: sonido aproximado al de la s del español del norte de España, pero con vibración de las cuerdas vocales, como en la palabra mismo.
- [θ]: sonido de la z española en la palabra zapato, o de la th del inglés en la palabra nothing.
- [t͡ʃ]: sonido de la ch del español general, o del inglés en la palabra choose.
- [t͡s̺]: sonido de la ch de muchas variedades del español peninsular, africatización de [s̺].
- [ʃ]: sonido de la sh inglesa en la palabra show, o de la ch francesa en la palabra chef.
- [ʒ]: sonido de la j francesa en la palabra bonjour, o de la s inglesa en la palabra pleasure.
- [ç]: sonido similar a la ch alemana en la palabra ich.
- [x]: sonido de la j del español de México en la palabra caja.
- [χ]: sonido de la j del español del norte de España en la palabra caja.
- [h]: sonido de la j del español caribeño o andaluz en la palabra caja, o de la h inglesa en la palabra hello.

| Grafía antigua                       | Ortografía antigua | Pronunciación AFI | Pronunciación AFI | Pronunciación AFI | Pronunciación AFI | Pronunciación AFI | Ortografía actual                    | Grafía actual   |
| Grafía antigua                       | Ortografía antigua | Siglo XIV         | siglo XV          | siglo XVI         | siglo XVII        | siglo XX          | Ortografía actual                    | Grafía actual   |
| ------------------------------------ | ------------------ | ----------------- | ----------------- | ----------------- | ----------------- | ----------------- | ------------------------------------ | --------------- |
| c (ante e/i), ç                      | parecer, coraçón   | [t͡s̻]              | [s̻]               | [s̻]               | [θ]               | [θ]               | parecer, corazón, razón, hacer, diez | c (ante e/i), z |
| z                                    | razón, fazer, diez | [d͡z̻]              | [z̻]               | [s̻]               | [θ]               | [θ]               | parecer, corazón, razón, hacer, diez | c (ante e/i), z |
| s- (al inicio), -ss- (intervocálica) | ser, fuesse        | [s̺]               | [s̺]               | [s̺]               | [s̺]               | [s̺]               | ser, fuese, casa, piso, mes          | s               |
| -s- (intervocálica), -s (al final)   | casa, piso, mes    | [z̺]               | [z̺]               | [s̺]               | [s̺]               | [s̺]               | ser, fuese, casa, piso, mes          | s               |
| ch                                   | cachorro           | [t͡ʃ]              | [t͡ʃ]              | [t͡ʃ]              | [t͡ʃ]              | [t͡ʃ ~ t͡s̺]         | cachorro                             | ch              |
| x                                    | Xavier, dixe       | [ʃ]               | [ʃ]               | [ʃ ~ ç]           | [x]               | [x]               | Javier, dije                         | g (ante e/i), j |
| g (ante e/i), j                      | gente, viejo       | [d͡ʒ]              | [dʒ ~ ʒ]          | [ʃ ~ ç]           | [x]               | [x]               | gente, viejo                         | g (ante e/i), j |

| Grafía antigua                       | Ortografía antigua | Pronunciación AFI | Pronunciación AFI | Pronunciación AFI    | Pronunciación AFI    | Pronunciación AFI | Ortografía actual  | Grafía actual   |
| Grafía antigua                       | Ortografía antigua | siglo XIV         | siglo XV          | siglo XVI (1.ª fase) | siglo XVI (2.ª fase) | siglo XVII        | Ortografía actual  | Grafía actual   |
| ------------------------------------ | ------------------ | ----------------- | ----------------- | -------------------- | -------------------- | ----------------- | ------------------ | --------------- |
| c (ante e/i), ç                      | parecer, coraçón   | [t͡s̻]              | [s̻]               | [s]                  | [s]                  | [s]               | parecer, corazón   | c (ante e/i), z |
| s- (al inicio), -ss- (intervocálica) | ser, fuesse        | [s̺]               | [s̺]               | [s]                  | [s]                  | [s]               | ser, fuese         | s               |
| z                                    | razón, fazer, diez | [d͡z̻]              | [z̻]               | [z]                  | [s]                  | [s]               | razón, hacer, diez | c (ante e/i), z |
| -s- (intervocálica), -s (al final)   | casa, piso, mes    | [z̺]               | [z̺]               | [z]                  | [s]                  | [s]               | casa, piso, mes    | s               |
| ch                                   | cachorro           | [t͡ʃ]              | [t͡ʃ]              | [t͡ʃ]                 | [t͡ʃ]                 | [t͡ʃ]              | cachorro           | ch              |
| x                                    | Xavier, dixe       | [ʃ]               | [ʃ]               | [ʃ]                  | [ʃ ~ ç]              | [x]               | Javier, dije       | g (ante e/i), j |
| g (ante e/i), j                      | gente, viejo       | [dʒ]              | [dʒ ~ ʒ]          | [ʒ]                  | [ʃ ~ ç]              | [x]               | gente, viejo       | g (ante e/i), j |

| Grafía                               | Ortografía                            | Pronunciación AFI | Pronunciación AFI | Pronunciación AFI |
| Grafía                               | Ortografía                            | siglo XIV         | siglo XV          | siglo XVI         |
| ------------------------------------ | ------------------------------------- | ----------------- | ----------------- | ----------------- |
| c (ante e/i), ç ס                    | parecer, coraçón קוֹראסוֹן, פּארֵיסֵיר     | [t͡s]              | [s̻]               | [s̻]               |
| s- (al inicio), -ss- שׂ               | ser, fuesse שֵׂיר, פֿוּאֵישֵׂי               | [s̺]               | [s̺]               | [s̻]               |
| z ז                                  | razón, fazer, diez ראזוֹן, פֿאזֵיר, דיֵיז | [d͡z]              | [z̻]               | [z̻]               |
| -s- (intervocálica), -s (al final) ז | casa, piso, mes קאזה, פִּיזוֹ, מֵיז       | [z̺]               | [z̺]               | [z̻]               |
| ch גּ׳                                | cachorro קאגּ׳וֹרּוֹ                      | [t͡ʃ]              | [t͡ʃ]              | [t͡ʃ]              |
| x שׁ                                  | Xavier, dixe שׁאבֿיֵיר, דִישֵׁי             | [ʃ]               | [ʃ]               | [ʃ]               |
| g (ante e/i), j גֿ׳, ז׳               | gente, viejo גֵֿ׳ינטֵי, װיֵיז׳וֹ           | [d͡ʒ, ʒ]           | [d͡ʒ, ʒ]           | [d͡ʒ, ʒ]           |

## Posibles causas
Los cambios fonéticos son procesos naturales que se dan en todas las lenguas. Aunque existen leyes fonéticas generales que son independientes de la genealogía lingüística, es difícil hablar de causalidad estricta puesto que en alto grado se consideran procesos aleatorios apoyados en la tendencia de simplificación de los hablantes, por más que en ciertos casos se aprecien factores condicionantes.
En el caso del reajuste consonántico del castellano, se menciona con frecuencia que los alófonos principales [s̪̺, s̺, ʃ] (predorsoalveolar, apicoalveolar, postalveolar) de las tres sibilantes del castellano medio del siglo XVI se concentraban en un espacio articulatorio reducido por lo que su contraste fonético era pequeño; después del cambio, el contraste era más claro. Por supuesto, tales procesos de evolución no ocurren de un día para otro, sino que son fenómenos relativamente muy lentos que requieren de un largo tiempo, medido normalmente en siglos.
Al tratar sobre evolución o cambios fonéticos, hay que tener en cuenta que estos nunca tienen un solo motivo, sino varios actuando juntos. Entre las causas motivadoras, los lingüistas distinguen causas externas e internas, y tanto las primeras como las últimas deben tenerse en cuenta al examinar un hecho concreto. Causas externas pueden ser, por ejemplo, las diferentes influencias de sustrato, y las causas internas, las tendencias de simplificación o el nivel cultural de los hablantes. En este caso concreto, unos lingüistas consideran que la pérdida de las sonoras se debió a un bilingüismo español–euskera (puesto que en esta última lengua no existían sibilantes sonoras); otros consideran que solamente se trataba de una simplificación interna por causas estructurales.[cita requerida]
En toda lengua, aquellos sonidos cuya función distinguidora es pequeña tienen mayor posibilidad de desaparecer pues son menos estables a fluctuaciones de la pronunciación. Por ejemplo, en el español medio no existían muchas palabras (si no es que ninguna) en las que hubiese contado si llevaban /t͡s/ (ç) o /d͡z/ (z), o bien /s/ o /z/, por lo tanto no causó mucho problema la desaparición de la sonoridad. Por el contrario, teniendo en cuenta que la pronunciación de la /s/ era apicoalveolar (tal como es hoy en las variedades septentrionales peninsulares), no había mucha diferencia acústica entre /s/ y /ʃ/. Por lo tanto, para mantener y reforzar la diferencia fonológica entre estos últimos fonemas, los hablantes empezaron a exagerar la pronunciación de /š/, posponiendo cada vez más su punto de articulación, produciendo probablemente primero un sonido [ç], hasta llegar al sonido actual de /x/. Un proceso similar pasó en las variedades septentrionales peninsulares después de la fricativización de /t͡s/ siendo el sonido resultante una /s/ predorsodental que acústicamente era casi imposible de distinguir de la /s/ apicoalveolar: por lo tanto la solución del problema era adelantar el punto de articulación de la /s/ predorsodental llegando al sonido interdental moderno /θ/; sin embargo, en las variedades meridionales optaron por la neutralización total de estos dos sonidos casi idénticos, dando lugar a los fenómenos de «seseo» y «ceceo».

### Gramáticas antiguas
- Antonio de Nebrija (1492): Grammatica Antonii Nebrissensis.
- Villalón (1555): Gramática Castellana, Amberes, reeditada por CSIC, Madrid, 1971.
- Anónimo (1559): Gramática de la lengua vulgar de España, Lovaina, reditada por CSIC, Madrid, 1966.